# Hurley, Mississippi
Hurley är en så kallad census-designated place i Jackson County i Mississippi. Vid 2020 års folkräkning hade Hurley 1 557 invånare.